# Trofeo de Campeones (balonmano)
El Trofeo de Campeones (en francés: Trophée des champions) es un torneo de balonmano que se disputa al inicio de cada temporada en Francia. Los clasificados que pasan a disputar el torneo son, el campeón de Liga, el campeón de la Copa de la Liga, el campeón de la Copa de Francia, y el equipo con mejor clasificación europea que no sea ninguno de los anteriores equipos.

## Palmarés

### Por año
| Edición | Campeón                 | Finalista           | Resultado    | Lugar            | Máximo Goleador de la Final |              |
| ------- | ----------------------- | ------------------- | ------------ | ---------------- | --------------------------- | ------------ |
| 2010    | Montpellier AHB         | Chambéry SH         | 32-30        | Estadio Luis II  | -                           |              |
| 2011    | Montpellier AHB (2)     | Chambéry SH         | 30-23        | Estadio Luis II  | -                           |              |
| 2012    | Dunkerque HGL           | Chambéry SH         | 26-25        | Estadio Luis II  | -                           |              |
| 2013    | Chambéry SH             | Dunkerque HGL       | 23-21        | Sousse           | Edin Bašić (9)              |              |
| 2014    | Paris Saint-Germain     | Dunkerque HGL       | 34-23        | Monastir         | Gábor Császár (7)           |              |
| 2015    | Paris Saint-Germain (2) | Saint-Raphaël VHB   | 29-27        | Nantes           | Mikkel Hansen (11)          |              |
| 2016    | Paris Saint-Germain (3) | HBC Nantes          | 35-26        | La Roche-sur-Yon | Luka Karabatic (6)          |              |
| 2017    | HBC Nantes              | Paris Saint-Germain | 32-26        | Kindarena        | Nedim Remili (7)            |              |
| 2018    | Montpellier AHB (3)     | Saint-Raphaël VHB   | 32-27        | L'Axone          | Mathieu Grébille (8)        |              |
| 2019    | Paris Saint-Germain (4) | Montpellier HB      | 34-27        | Beaublanc        | Mikkel Hansen (11)          |              |
| 2020    | Anulado                 | Anulado             | Anulado      | Anulado          | Anulado                     | Anulado      |
| 2021    | No disputado            | No disputado        | No disputado | No disputado     | No disputado                | No disputado |
| 2022    | HBC Nantes (2)          | Paris Saint-Germain | 37-33        |                  |                             |              |
| 2023    | Paris Saint-Germain (5) | HBC Nantes          | 35-25        |                  |                             |              |
| 2024    | HBC Nantes (3)          | Paris Saint-Germain | 36-29        |                  |                             |              |

### Por campeonatos
| Equipo              | Campeón | Años                         | Subcampeón | Años              |
| ------------------- | ------- | ---------------------------- | ---------- | ----------------- |
| Paris Saint-Germain | 5       | 2014, 2015, 2016, 2019, 2023 | 3          | 2017, 2022, 2024  |
| HBC Nantes          | 3       | 2017, 2022, 2024             | 2          | 2016, 2023        |
| Montpellier AHB     | 3       | 2010, 2011 y 2018            | 1          | 2019              |
| Chambéry SH         | 1       | 2013                         | 3          | 2010, 2011 y 2012 |
| Dunkerque HGL       | 1       | 2012                         | 2          | 2013 y 2014       |
| Saint-Raphaël VHB   | 0       | -                            | 2          | 2015 y 2018       |